# Liste der Stolpersteine in der Provinz Cuneo

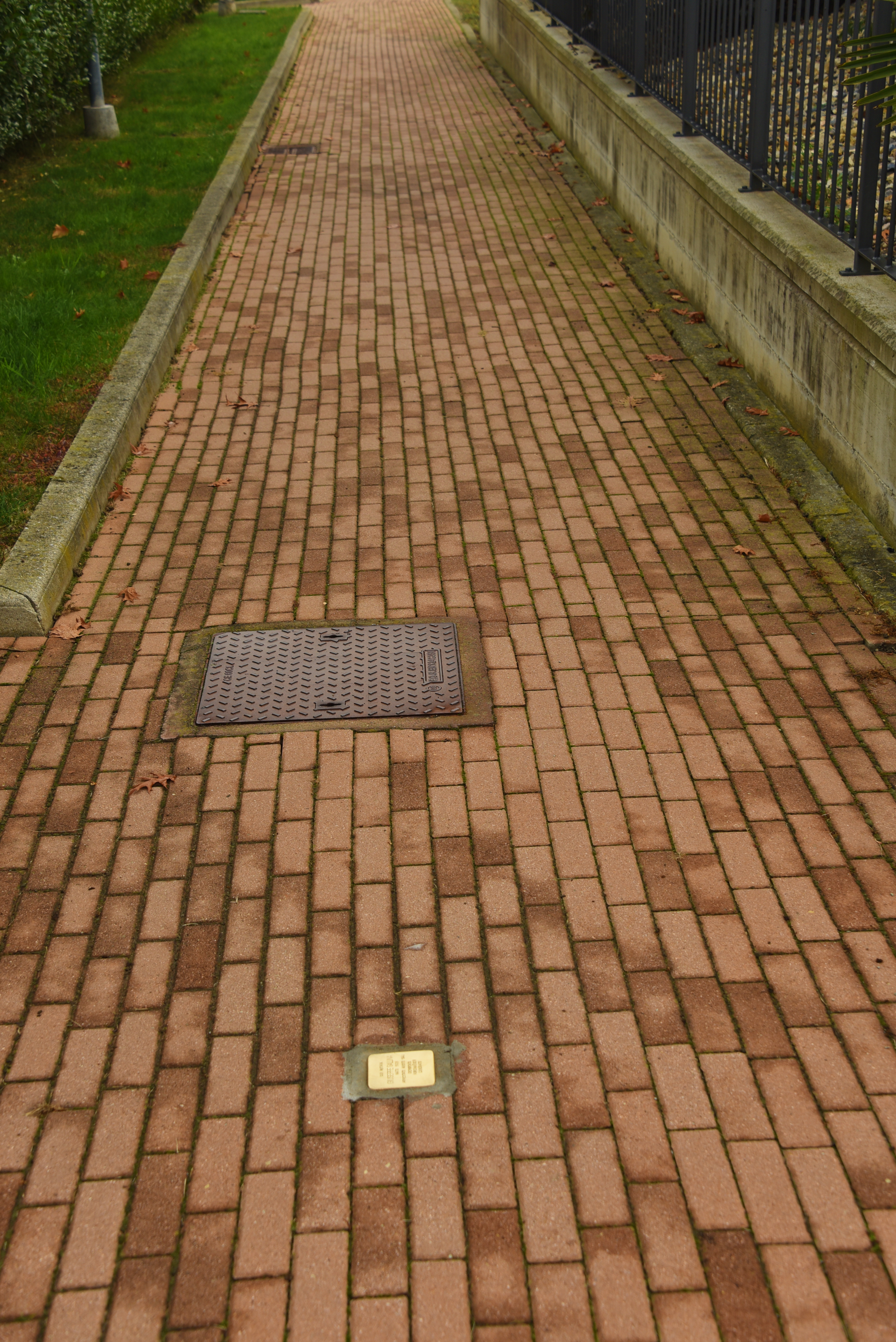
Stolperstein in Piasco

Die Liste der Stolpersteine in der Provinz Cuneo enthält die Stolpersteine in der italienischen Provinz Cuneo, die an das Schicksal der Menschen aus dieser Provinz erinnern, die von den Nationalsozialisten ermordet, deportiert, vertrieben oder in den Suizid getrieben wurden. Die Stolpersteine (italienisch pietre d’inciampo) wurden von Gunter Demnig verlegt.
Die Stolpersteine liegen im Regelfall vor dem letzten selbstgewählten Wohnort des Opfers. Die erste Verlegung in der Provinz Cuneo fand am 16. Januar 2018 in Piasco statt.

## Listen

### Cuneo
In Cuneo wurde am 28. Januar 2022 ein Stolperstein verlegt.
| Stolperstein | Übersetzung                                                                                             | Verlegeort                                     | Name, Leben                     |
| ------------ | --- | ---------------------------------------------- | ------------------------------- |
|              | HIER WOHNTE ALESSANDRO SCHIFFER GEBOREN 1897 VERHAFTET 6.2.1944 DEPORTIERT AUSCHWITZ ERMORDET 10.1.1945 | Madonna dell'Olmo, Via Madonna della Riva, 102 | Alessandro Schiffer (1897–1945) |

### Dronero
In Dronero wurden fünf Stolpersteine an vier Adressen verlegt:
Die Tabelle ist teilweise sortierbar; die Grundsortierung erfolgt alphabetisch nach dem Familiennamen.
| Stolperstein | Übersetzung | Verlegeort              | Name, Leben |
| ------------ | --- | ----------------------- | --- |
|              | HIER WOHNTE PIETRO ALLEMANDI GEBOREN 1886 VERHAFTET 2.1.1944 DEPORTIERT MAUTHAUSEN ERMORDET 23.4.1944 GUSEN        | Piazza G.B. Cariolo, 11 | Pietro Allemandi war Rechtsanwalt und letzter demokratisch gewählter Bürgermeister von Dronero. |
|              | HIER WOHNTE CRISTOFORO COALOVA GEBOREN 1901 VERHAFTET 2.1.1944 DEPORTIERT MAUTHAUSEN ERMORDET 13.4.1944 GUSEN      | Via G. Giolitti, 73     | Cristoforo Coalova war ein Mitarbeiter von Giovanni Lantermino (siehe unten) |
|              | HIER WOHNTE GIOVANNI LANTERMINO GEBOREN 1882 VERHAFTET 2.1.1944 DEPORTIERT MAUTHAUSEN ERMORDET 23.11.1944 HARTHEIM | Via G. Giolitti, 73     | Giovanni Lantermino war Setzer, Journalist und Chefredakteur der Zeitung Il Progresso della Valle Maira. Er wurde verhaftet, in das Konzentrationslager Mauthausen deportiert und in der Tötungsanstalt Hartheim ermordet. In Dronero wurde eine Straße nach ihm benannt. |
|              | HIER WOHNTE GIUSEPPE LUGLIENO GEBOREN 1901 VERHAFTET 19.4.1944 DEPORTIERT MAUTHAUSEN ERMORDET 27.7.1944            | Viale Stazione, 10      | Giuseppe Lugliengo war ein Angestellter der staatlichen Monopolverwaltung. |
|              | HIER WOHNTE MAGNO MARCHIO GEBOREN 1882 VERHAFTET 21.3.1944 DEPORTIERT MAUTHAUSEN ERMORDET 23.4.1945 GUSEN          | Via XXIV Maggio, 128    | Magno Marchiò war Industrieller. |

### Piasco
In Piasco wurde ein Stolperstein verlegt.
| Stolperstein | Übersetzung                                                                                   | Verlegeort     | Name, Leben |
| ------------ | --------------------------------------------------------------------------------------------- | -------------- | --- |
|              | HIER WOHNTE GIUSEPPE GALLINA GEBOREN 1926 VERHAFTET AUGUST 1944 DEPORTIERT KIRCHMÖSER BEFREIT | Via Rossana, 5 | Giuseppe Gallina wurde 1926 geboren. Er widersetzte sich im August 1944 der Einberufung, wurde verhaftet und nach Kirchmöser, heute Stadtteil von Brandenburg an der Havel, deportiert. Er wurde zur Zwangsarbeit in der Panzerproduktion eingeteilt. Es gelang ihm die Flucht aus dem Lager und er konnte sein Leben retten. |

## Verlegedaten
Der Stolperstein von Piasco wurde am 16. Januar 2018 verlegt. Am 13. Januar 2020 verlegte Demnig in Dronero fünf Stolpersteine, die Widerstandskämpfern gewidmet sind.